# Козушин
Козушин — річка в Україні, в межах Городоцького (частково) та Миколаївського районів Львівської області. Ліва притока Дністра (басейн Чорного моря).

## Опис
Довжина 13 км, площа басейну 40 км². Річка типово рівнинна. Долина переважно розлога, в багатьох місцях заболочена. Річище слабозвивисте, місцями випрямлене та обваловане (в пониззі).

## Розташування
Козушин бере початок на північний захід від села Трудового. Тече спершу на південь, далі — переважно на південний схід. Впадає до Дністра на південний захід від села Мала Горожанна.
Над річкою розташоване села: Трудове, Підлісся, Листв'яний.